# Barbie and the Nutcracker
Barbie and the Nutcracker (bra: Barbie: O Quebra-Nozes) é um filme de animação estadunidense de 2001, produzido pela Mainframe Entertainment, distribuído pela Mattel em parceria com a Universal Studios e estrelado pela famosa boneca Barbie. Seu lançamento ocorreu diretamente em home-vídeo em 23 de outubro de 2001, gerando uma grande linha de brinquedos, acessórios e outros produtos licenciados para serem lançados em conjunto com o longa. O filme foi dirigido por Owen Hurley, com um roteiro escrito por Rob Hudnut, inspirado na obra O Quebra-Nozes e o Rei dos Camundongos, de E.T.A. Hoffmann, e no balé O Quebra-Nozes, de Piotr Ilitch Tchaikovski. 

## Enredo
É baseado no ballet "O Quebra-Nozes", com música de Tchaikovski. Essa grande aventura da Barbie, é a história de garota órfã chamada Clara. Ela tem um irmão Tommy e os dois moram com seu avô, Drosselmeyer. Na véspera de Natal, sua tia Elizabeth lhe dá de presente um quebra-nozes de madeira, que ela diz ter o coração de um príncipe. 
Clara acaba por dormir aos pés da Árvore de Natal junto ao boneco. Porém, durante a noite, o boneco ganha vida e tenta salvar a casa de Clara dos soldados do Rei Rato, mas este último lança um feitiço e faz Clara ficar bem pequena. Ela e o Quebra-nozes recuam e conseguem fugir do Rei, e partem numa jornada em busca da princesa Caramelo, a única que pode ajudar Clara.
Após muitos acontecimentos, Clara faz amigos em meio a uma luta para achar a princesa. O Rei Rato captura o Quebra-nozes, mas Clara o liberta e os dois fogem, até que o Rei Rato prepara uma fogueira. Após eles lutarem, o Quebra-nozes é ferido então o Rato aproveita e tenta deixar Clara ainda menor, mas o Quebra-nozes põe sua espada na frente e o feitiço volta contra o feiticeiro, deixando o Rato minúsculo e destruindo seu cajado.
Todos que o Rato transformou em estátua voltaram ao normal e o Quebra-nozes se transforma em um príncipe e Clara descobre que ela é a princesa Caramelo. Mas o Rei Rato reaparece em cima do morcego, e rouba o colar de Clara, mas o morcego é atingido por uma pedra e acaba caindo, morrendo junto com o Rei Rato. Clara vai desaparecendo aos poucos, e de repente acorda. Tudo era apenas um sonho, de repente em sua casa aparece o príncipe e os dois dançam juntos, na festa de natal.
O filme é cheio de coreografias de ballet, e ainda tem um documentário sobre a New York City Ballet.